# Gilt
Gilt es una abreviatura anglosajona del término gilt-edged security, con el que se designa a los valores de máxima solvencia que son equiparables al oro. Se trata exclusivamente de deuda pública soberana emitida o garantizada por los gobiernos del Reino Unido y nominada en libras esterlinas.